# Județ de Sălaj
Sălaj (en roumain, județul Sălaj et en hongrois Szilágy megye) est un județ roumain situé dans le nord-ouest du pays, en Transylvanie et plus particulièrement dans la Crișana historique, dans la région de développement du nord-ouest.
Son chef-lieu est la ville de Zalău. Le județ fait partie de l'Eurorégion des Carpates.
Le préfet du județ est Filonaș Chiș, et le président du conseil Tiberiu Marc (tous deux membres du PSD).

## Géographie

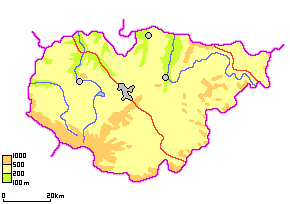
Carte physique du județ

Avec une superficie de 3 864,38 km2, le județ de Sălaj occupe 1,6 % de la surface du territoire national.

### Limites
Le județ de Sălaj est limité au sud-ouest et à l'ouest par le județ de Bihor, au nord par les județe de Satu Mare et Maramureș et enfin au sud-est par le județ de Cluj.

### Relief
Le județ s'étend entre les Monts Apuseni au sud et les Carpates orientales à l'est connues sous le nom de Plateau du Someș (Podișul Someșan). Il est composé d'une succession de vallées et d'ensembles collinaires (Dealuile Silvaniei).
Les parties sud-ouest et sud sont plus montagneuses avec les monts Plopiș (ou Seș) au sud-ouest et les monts Meseș au sud-est.

### Cours d'eau
La rivière la plus importante est la Someș qui coule d'est en ouest dans la partie nord du județ. D'autre part, plusieurs rivières notables ont leur source dans le județ : l'Almaș, l'Agrij et la Sălaj qui sont des affluents de la rive gauche de la Someș, la Crasna, affluent de la Tisza, la Barcău, affluent du Körös.

### Climat
Le județ bénéficie d'un climat continental modéré tempéré par des vents d'ouest. La température annuelle moyenne est de 6 °C-9 °C (15 °C-20 °C) en juillet). La moyenne des précipitations annuelles est de 700 à 800 mm d'eau.

## Histoire

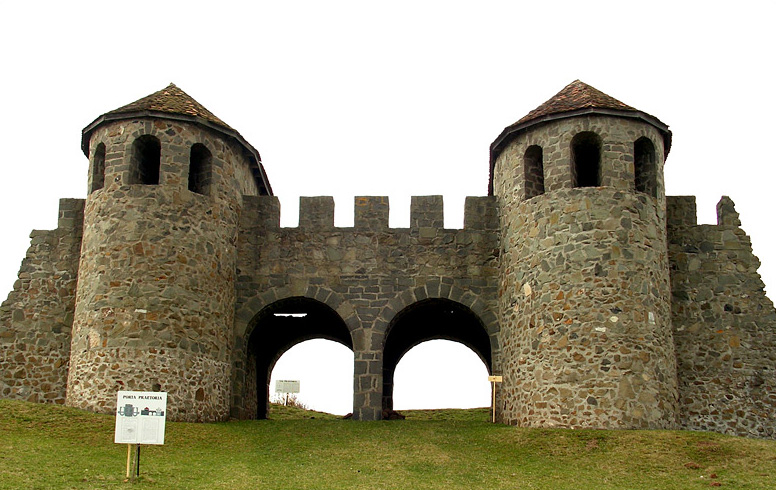
La Porte des Prétoriens à Porolissum

Habité dès le Néolithique, le județ garde aussi des traces de l'âge du bronze et de l'âge du fer.
À l'époque romaine, les Monts Meseș forment la frontière nord-est de l'Empire. Plusieurs établissements militaires y sont installés comme le  Castrum Certinae ou le Castrum Largina dans la commune de Românași, le Castrum Optaniana à Zimbor.
Mais les ruines les plus importantes sont celles de Porolissum, établissement dace avant d'être un camp militaire considérable, dans le village de Moigrad (commune de Mirșid) qui sont aujourd'hui parmi les plus imposantes de Roumanie.
Au Moyen Âge, la contrée est connue sous le nom de Țara Silvaniei (pays des Forêts) et Zalău est mentionnée comme ville de marché sous le nom de Ziloc dès 1210 dans les chroniques du roi Béla IV de Hongrie.
Appartenant au Royaume de Hongrie et plus précisément à la principauté de Transylvanie, le pays suit son histoire. Après le compromis de 1867 entre l'Autriche et la Hongrie et la réforme administrative qui s'ensuit, on crée le comitat de Szilágy (Szilágy Megye en hongrois) en 1876 par la réunion des anciens comitats de Kraszna et de Közép-Szolnok.
À la fin de la Première Guerre mondiale en 1918, le comitat de Szilágy (Sălaj) est incorporé au royaume de Roumanie, ce qui sera confirmé par le traité de Trianon en 1920.
Dans l'entre-deux-guerres, le județ de Sălaj qui a pour chef-lieu Zalău, est divisé en huit arrondissements (plasa) : Carei, Cehu Silvaniei, Jibou, Șimleu Silvaniei, Tășnad, Valeu lui Mihai et Zalău.
En 1930, 56,2 % des habitants sont roumains, 31,4 % sont hongrois, 4,7 % sont allemands et 3,9 % sont juifs. La population urbaine est alors de 31 830 personnes (hongrois 46,1 %, roumains 31,6 %, juifs 13,4 %, allemands 5,6 %).
De 1940 à 1944, le județ est annexé par la Hongrie mais, dès 1945, il réintègre la Roumanie.
Lors des réformes administratives de l'après-guerre, quelques communes sont ôtées au județ pour être rattachées aux județe de Satu Mare et de Maramureș.

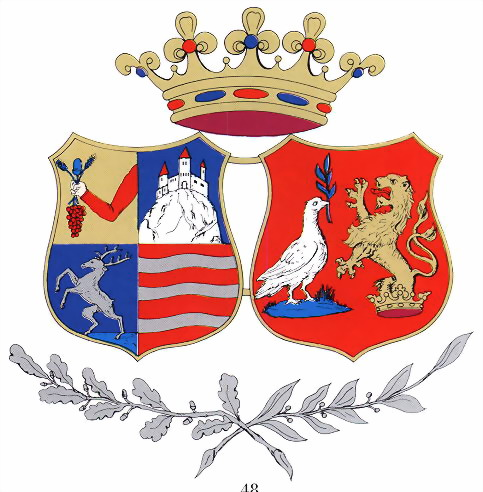
Armes du comitat hongrois de Sălaj.
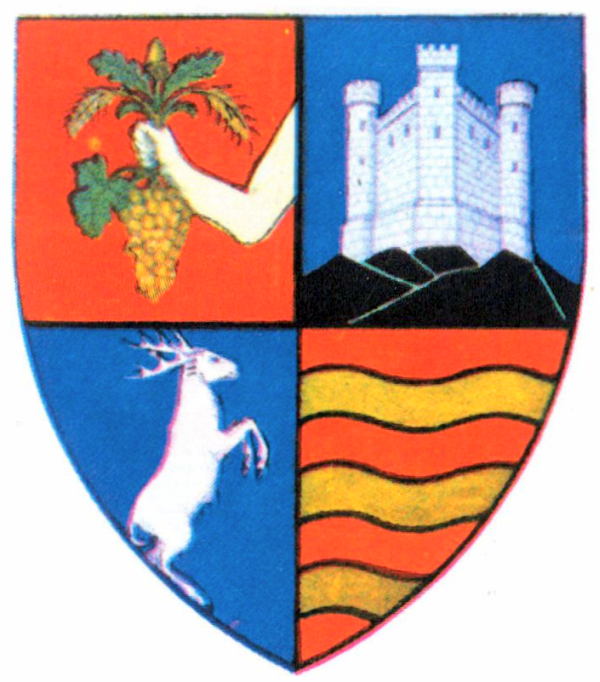
Armes du județ pendant l'entre-deux-guerres.
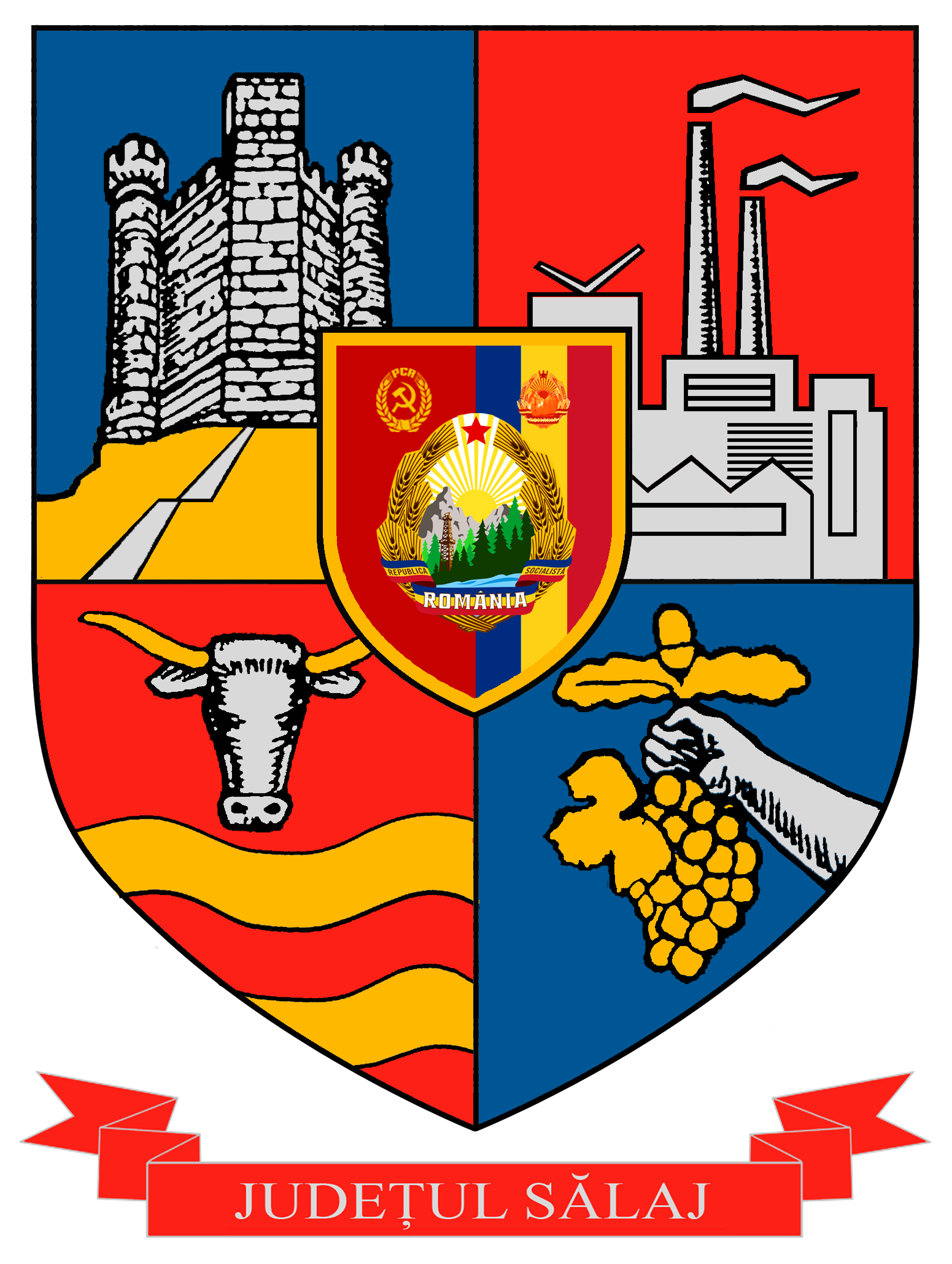
Armes du județ pendant la période communiste.
Armes actuelles du județ.

## Politique
| Période | Période  | Identité       | Étiquette | Qualité |
| ------- | -------- | -------------- | --------- | ------- |
| 1996    | 2004     | Leontin Bordaș | PNȚCD     |         |
| 2004    | En cours | Tiberiu Marc   | PSD       |         |

| Parti | Parti                                      | Sièges |
| ----- | ------------------------------------------ | ------ |
|       | Parti national libéral (PNL)               | 11     |
|       | Parti social-démocrate (PSD)               | 10     |
|       | Union démocrate magyare de Roumanie (UDMR) | 7      |
|       | Union sauvez la Roumanie (USR)             | 2      |

## Religions
En 2002, la répartition religieuse des différentes communautés du județ était la suivante :
- Orthodoxes, 66,56 % ;
- Réformés, 19,53 % ;
- Pentecôtistes, 3,44 % ;
- Baptistes, 3,28 % ;
- Catholiques grecs, 2,76 % ;
- Catholiques romains, 2,56 % ;
- Adventistes du septième jour, 0,34 % ;
- Chrétiens évangéliques, 0,22 % ;
- Unitariens, 0,02 % ;
- Vieux-Chrétiens, 0,01 %.

## Démographie
Comme les autres județe de Transylvanie, le județ de Sălaj est multi-ethnique et compte une forte minorité hongroise. La proportion de la population magyare a relativement peu bougé depuis le début du XXe siècle. La seule minorité ayant quasiment disparu du județ est la population juive, d'abord victime de la Shoah et dont les survivants ont peu à peu quitté le pays après la Seconde Guerre mondiale.
En 1910, alors que le județ appartenait à la Hongrie, on comptait 150 202 Roumains (67,33 %), 66 691 Hongrois (29,89 %), 1 024 Allemands (0,46 %) et 2 625 Slovaques (1,18 %).
En 1930, après l'intégration dans le royaume de Roumanie, les chiffres étaient les suivants : 167 936 Roumains (69,74 %), 55 611 Hongrois (24,10 %), 204 Allemands (0,08 %), 7 797 Juifs (3,24 %), 4 446 Tsiganes (1,85 %) et 4 539 Slovaques (1,89 %).
Après la Seconde Guerre mondiale, en 1956, 199 900 Roumains (73,53 %) côtoyaient 66 935 Hongrois (24,62 %), 40 Allemands (0,01 %), 772 Juifs (0,28 %), 2 092 Tsiganes et 2 154 Slovaques (0,79 %).
En 2002, la répartition ethnique de la population du județ s'établissait comme suit :
- Roumains, 176 671, (71,23 %) ;
- Hongrois, 57 167, (23,04 %) ;
- Tsiganes, 12 544, (5,05 %) ;
- Slovaques, 1 366, (0,55 %) ;
- Allemands, 102, (0,04 %) ;
- Ukrainiens, 35 (0,01 %) :
- Autres ethnies, 117, (0,05 %).

Pour ce qui concerne la langue maternelle déclarée des habitants, les chiffres sont les suivants :
- roumain, 182 525 (73,59 %) ;
- hongrois, 57 246 (23,08 %) ;
- romani, 6 726 (2,71 %) ;
- slovaque, 1 343 (0,54 %) ;
- allemand, 57 (0,02 %).

Le județ a une population essentiellement rurale (59,14 %).

## Économie
L'agriculture et l'exploitation des forêts ont un rôle essentiel dans ce județ rural. Quelques mines de charbon et de lignite sont en exploitation.
Le secteur industriel est représenté par des usines de machines et de composants pour l'automobile, par l’industrie alimentaire, le textile, l'industrie du bois, de la fabrication de meubles et de papier.

## Communications

### Routes
Le județ de Sălaj est traversé par plusieurs routes nationales. la plus importante est la DN1F (Route européenne 81) qui relie Zalău avec Cluj-Napoca au sud-est et Tășnad puis la Hongrie au nord-ouest. La nationale DN1F rejoint Satu Mare et l'Ukraine.
Autres itinéraires nationaux :
- DN1H Jibou-Șimleu Silvaniei-Aleșd-DN1-Oradea
- DN1H Jibou-DN1C-Baia Mare
- DN1G Jibou-DN1F-Cluj-Napoca
- DN19B Șimleu Silvaniei-Marghita-DN19-Oradea

L'autoroute de Transylvanie en construction traversera tout le județ d'ouest en est et desservira Zalău et Șimleu Silvaniei.

### Voies ferrées
Le réseau ferré a gardé de l'époque hongroise de sa construction une configuration telle que les communications sont plus aisées avec l'ouest et la plaine hongroise qu'avec le reste de la Roumanie et Bucarest.
Les deux gares les plus importantes pour le trafic ferroviaire sont celles de Jibou à l'est et de Sărmășag à l'ouest tandis que celle de Zalău est un cul-de-sac.
Les principales lignes de chemin de fer de la Compagnie nationale (Chemins de fer roumains) sont :
- Zalău-Satu Mare
- Zalău-Jibou-Baia Mare
- Zalău-Jibou-Dej
- Șimleu Silvaniei-Carei-Satu Mare ou direction Hongrie
- Șimleu Silvaniei-Marghita-Oradea

### Aéroports
Le județ ne possède pas d'aéroport. L'aéroport le plus proche est celui Cluj-Napoca à 80 km.

## Liste des municipalités, villes et communes

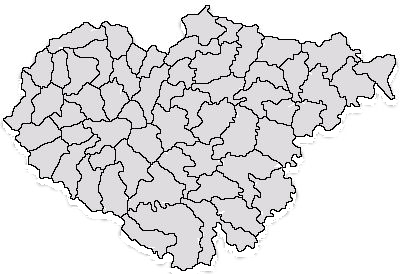
Le județ de Sălaj et ses communes

Le județ compte une municipalité, trois villes et 57 communes.

### Municipalité
(population en 2007)
- Zalău (63 642)

### Villes
(population en 2007)
- Jibou (11 374)
- Cehu Silvaniei (8 089)
- Șimleu Silvaniei (16 248)

### Communes
- Agrij
- Almașu
- Băbeni
- Bălan
- Bănișor
- Benesat
- Bobota
- Bocșa
- Boghiș
- Buciumi
- Camăr
- Carastelec
- Chieșd
- Cizer
- Coșeiu
- Crasna
- Creaca
- Crișeni
- Cristolț
- Cuzăplac
- Dobrin
- Dragu
- Fildu de Jos
- Gâlgău
- Gârbou
- Halmășd
- Hereclean
- Hida
- Horoatu Crasnei
- Ileanda
- Ip
- Letca
- Lozna
- Marca
- Măeriște
- Meseșenii de Jos
- Mirșid
- Năpradea
- Nușfalău
- Pericei
- Plopiș
- Poiana Blenchii
- Românași
- Rus
- Sălățig
- Sărmășag
- Sâg
- Sânmihaiu Almașului
- Someș-Odorhei
- Surduc
- Șamșud
- Șimișna
- Treznea
- Valcău de Jos
- Vârșolț
- Zalha
- Zimbor

### Villages
- Giurtelecu Șimleului (village de la commune de Măeriște).

## Éducation
Le județ ne possède pas encore d'université. Cependant, une filiale de l'Université Technique de Cluj fonctionne depuis quelques années dans la ville de Zalău avec deux facultés, une de "Construction de Machines"" et une autre de "Sciences et Ingénierie des Matériaux". D'autre part, la ville de Jibou possède un centre de recherche biologique.

## Tourisme

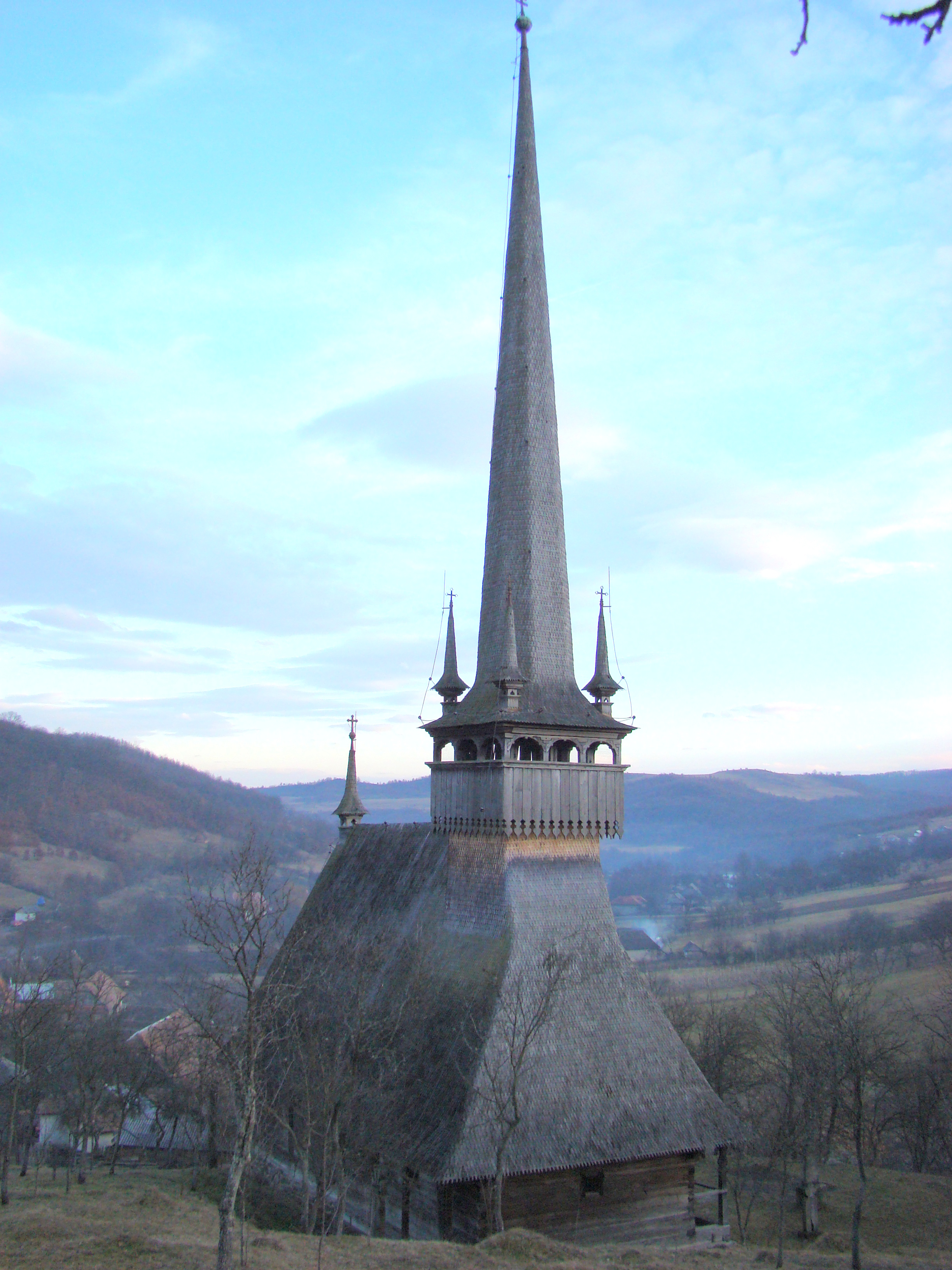
Église en bois de Fildu de Sus

Les 92 églises en bois du județ (dont 68 classées monuments historiques) en font, avec le județ de Maramureș, un des principaux lieux de conservation du patrimoine artistique et rural de Roumanie.
Parmi les centres d'intérêt artistique :
- Musées de Șimleu Silvaniei et de Zalău
- Château et manoir Báthory de Șimleu Silvaniei
- Église catholique de Șimleu Silvaniei
- Mémorial de l'Holocauste en Transylvanie du Nord de Șimleu Silvaniei
- Château Wessélenyi de Jibou
- Jardin Botanique "Vasile Fati" de Jibou
- Bains thermaux de Jibou
- Cimetière juif de Cehu Silvaniei
- Maison musée de Simion Bărnuțiu à Bocșa
- Ruines romaines de Porolissum à Mirșid
- Liste des châteaux du Județ de Sălaj

Le județ possède d'autre part plusieurs réserves naturelles d'une surface totale de 516,73 ha.

## Jumelages
Le județ de Sălaj a signé des accords de coopération avec
- la  Vénétie (Italie)
- le  Powiat de Nowy Sącz (Pologne)

Dans le cadre de l'Association européenne des régions rurales, le județ de Sălaj entretient des relations avec
- la  Région du Limousin (France) depuis 2006

## Personnalités
- Miklós Wesselényi (1796-1850), homme politique hongrois, né à Jibou
- Simion Bărnuțiu (1808-1864), philosophe et politicien, né à Bocșa
- Alexandru Papiu-Ilarian (1827-1877), révolutionnaire roumain
- Iuliu Maniu (1873-1953), homme politique roumain, Premier ministre à trois reprises, né à Bădăcin
- Béla Kun (1886-1938), révolutionnaire hongrois, né à Cehu Silvaniei
- Joe Pasternak (1901-1991), producteur de cinéma américain, né à Șimleu Silvaniei
- Corneliu Coposu (1914-1995), homme politique roumain, né à Bobota
- Alexandru Dragomir (1916-2002), philosophe roumain, né à Zalău
- Grigore Lăpușanu (en) (1940- ), homme politique roumain, secrétaire d'État à la Fonction Publique (1997-1998), né à Bocșa
- Dacian Cioloș (1969-), ingénieur agronome et homme politique roumain, Commissaire européen et Premier ministre, né à Zalău